# Missile a guida laser
La guida laser è una tecnica consistente nel guidare per mezzo di un fascio laser un missile, una bomba,  un  proiettile o un veicolo verso un obiettivo.

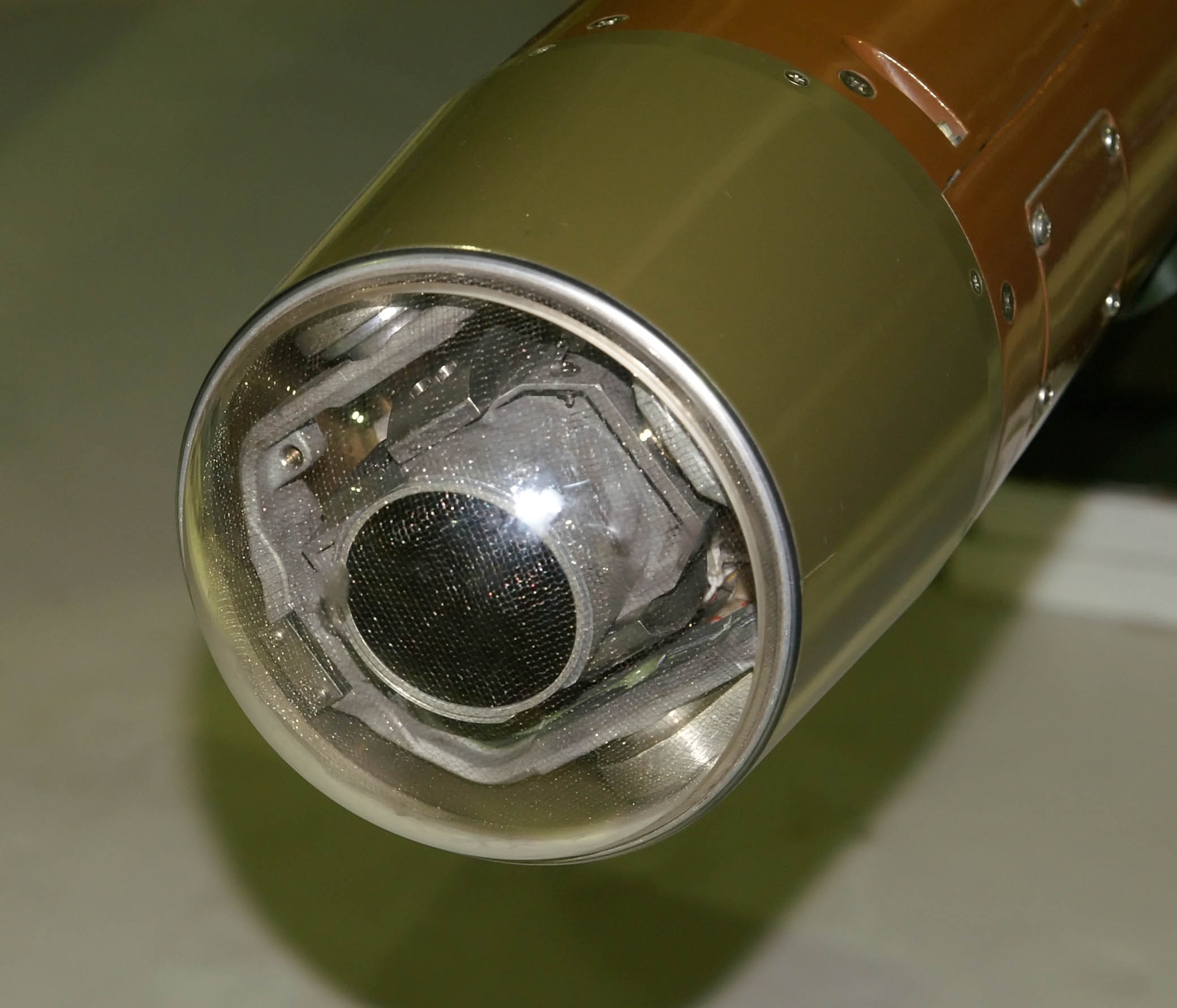
Il sensore predisposto per la guida laser.

Alcuni sistemi a guida laser utilizzano una tecnica simile a quella dei missili a guida su fascio radar, ma la maggior parte operano in modalità più simile a quella dei missili a guida radar semiattiva (detta SARH dall'inglese Semi-Active Radar Homing). Nel caso dei missili a guida laser, la guida semiattiva viene talvolta chiamata con terminologia in inglese SALH, per Semi-Active Laser Homing. Con questo sistema di guida, un laser viene mantenuto puntato verso il bersaglio. La radiazione laser si riflette in tutte le direzioni e il fenomeno è noto come "designazione laser" (in inglese laser painting). I missili o le bombe vengono lanciati in prossimità del bersaglio, e quando si trovano abbastanza vicini per ricevere la luce riflessa del laser, un sensore laser individua la direzione di provenienza e il sistema d'arma regola la sua traiettoria verso la fonte. Fintanto che il missile rimane in una zona prossima al bersaglio, e il laser di puntamento è mantenuto collimato sul bersaglio, il tragitto di intercettazione viene percorso con esattezza. Fra i sistemi di guida il sistema laser è quindi il più accurato, e garantisce la massima precisione.

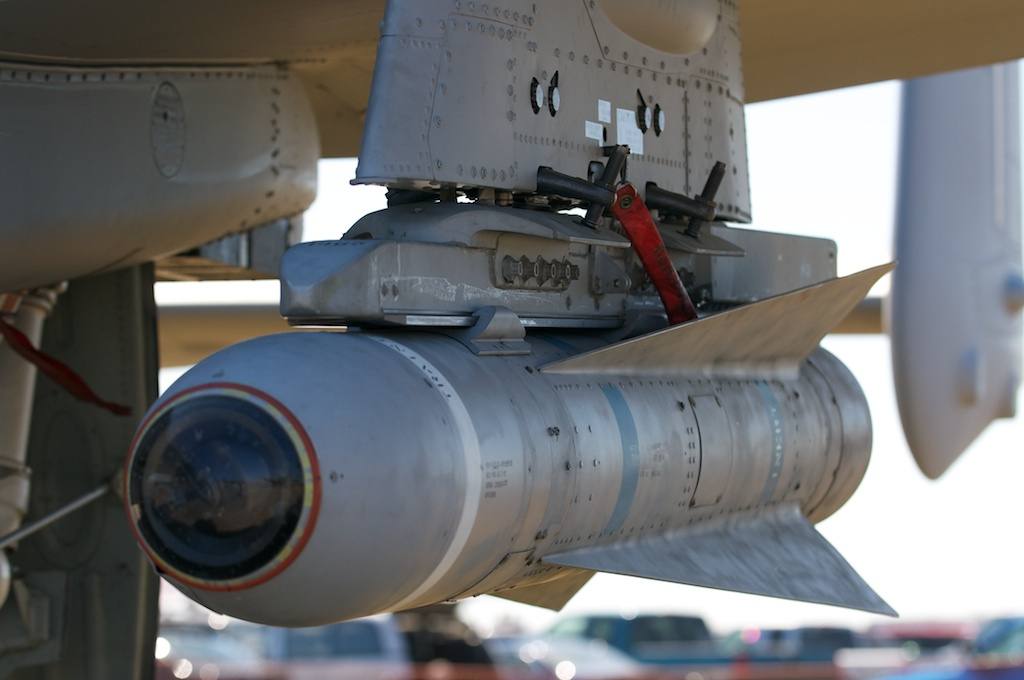
L'AGM-65E è la versione a guida laser del missile Maverick.

Tuttavia è bene ricordare che il sistema a guida laser ha alcuni svantaggi che consistono essenzialmente nella sensibilità al fumo e alle nuvole. Perciò è  sufficiente una condizione meteo sfavorevole, come la presenza di molte nuvole, per impedire il preciso puntamento del laser. Anche una cortina fumogena creata artificialmente può costituire un ostacolo difficile da superare. Inoltre esistono contromisure attive che disturbano il sensore del missile con fasci di luce abbaglianti.